# 乔·哈顿
小约瑟夫·沃伦·“乔”哈顿（英語：Joseph Warren "Joe" Hutton Jr.，1928年10月6日—2009年10月19日），美国NBA联盟的前职业篮球运动员。